# 川崎善三郎
川崎 善三郎（かわさき ぜんざぶろう、万延元年4月（1860年） - 昭和19年（1944年）4月29日）は、日本の剣道家。流派は無外流剣術。称号は大日本武徳会剣道範士。職業は警察官。諱は重徳。

## 生涯

### 生い立ち
万延元年（1860年）、土佐藩剣術指南役・川崎専輔の子として、高知城下の北新町田淵（現在の高知市桜井町）に生まれる。川崎家は代々無外流剣術で藩に仕えた。無外流は土佐藩の有力な剣術流儀で、藩主山内容堂も学んでいる。善三郎は7歳から父に剣術を学び、鏡新明智流の馬詰栄馬、馬渕桃太郎、小野派一刀流の石山孫六などの指南も受け、上達した。
明治16年（1883年）、馬渕桃太郎率いる撃剣興行一座の一員として大阪に遠征し、高橋赳太郎（無外流高橋派）と対戦する。なかなか決着がつかず、組討ちにもつれ込んだ。審判の秋山多吉郎が「死ぬまでやれ」と励ます中、ついに二人は意識を失い、気が付いたときは二人並んで氷枕に寝かされていた。

### 警視庁で修行
明治19年（1886年）に上京し、警視庁撃剣世話掛に採用される。高輪警察署に配属され、署員に撃剣を指導。善三郎自身も主任教師・雨宮真三郎の指導を受け、山岡鉄舟の道場・春風館にも通う。
同時期に採用された人物に、上記の高橋赳太郎と、高野佐三郎（中西派一刀流）がおり、善三郎と合わせて「三郎三傑」と謳われた。その稽古は大変激しいもので、稽古のあとに便所でしゃがむと立ち上がれないので、天井から縄を吊っておいたという。
警視庁に道場破りが現れたときには、よく三郎三傑が駆り出された。薙刀術の長尾俊久との試合では、長尾の得意技は「きんかけ」という、股間を突く危険な技であったため、善三郎は睾丸を綿で包み、防具の垂をふんどしにして臨んだ。内股をしたたかに打たれたものの、善三郎の面一本勝ちであった。

### 関脇力士を倒す
明治31年（1898年）、山梨県警察部に転じ、同県巡査教習所教師となる。明治36年（1903年）、東京相撲の横綱・常陸山一行が地方巡業で甲府に訪れた。常陸山は北辰一刀流・内藤高治の甥で、剣道に関心を持っていたことから、甲府警察署の稽古を見学に来た。このとき、関脇・稲川が善三郎と勝負したいと言い出し、「稲川の竹刀が善三郎に触れたら稲川の勝ち。善三郎が稲川を倒したら善三郎の勝ち」という条件で試合する。善三郎は稲川の支度を手伝う際に面紐をきつく締め、息がつまるようにした。試合が始まるや稲川の振り回す竹刀をことごとくかわし、息のつまった稲川を足絡みで倒し、首を捻りつけて勝った。

### 晩年
明治39年（1906年）、郷里高知に戻り、高知剣道界の重鎮として弟子を育成する。ただし無外流の形の伝授は行わず、高弟の坂本土佐海が懇望しても「形なんか覚えんでええちや」といい、一度も見せなかったという。
明治44年（1911年）、高野、高橋らと共に大日本帝国剣道形制定の委員に選ばれる。
大正12年（1923年）、大日本武徳会から剣道範士号を授与される。同年12月5日、高知城公園の板垣退助像建立に際し、武徳殿において奉納演武を行う。
昭和4年（1929年）、御大礼記念天覧武道大会で審判員を務める。
昭和19年（1944年）、死去。

## 受賞
- 昭和58年（1983年）、故人として高知県スポーツの殿堂に入る。功績概要は「日本を代表する剣道の達人・40余年間の指導歴」[3]。